# دریاچه تراسیمنو
دریاچه تراسیمنو (به ایتالیایی: Lago Trasimeno) (به انگلیسی: Lake Trasimeno) دریاچه‌ای در استان پروجا ناحیه اومبریا ایتالیا
این دریاچه در جنوب رود پو و همچمنین شمال رود تیبر واقع شده است. مساحت این دریاچه ۱۲۸ کیلومترمربع می‌باشد و حداکثر عمق آن نیز ۶ متر است. این دریاچه از نظر وسعت چهارمین دریاچه وسیع کشور ایتالیا محسوب می‌شود.